# زبان اسلاوی کلیسایی باستان
زبان اسلاوی کلیسایی باستان (словѣ́ньскъ ѩзꙑ́къ) نخستین زبان ادبی اسلاوی است. در سدهٔ نهم میلادی، مبلغان مسیحی بیزانس برای رواج مسیحیت میان اسلاوها دست به تدوین این زبان به صورت زبان معیار و ترجمه کتاب مقدس و دیگر متن‌های کلیسایی بدان نمودند. می‌نماید که این زبان معیار از گویش اسلاوهای بیزانسی -که در استان تسالونیکا (در مقدونیه در یونان کنونی) می‌زیستند- بیرون‌کشیده شده‌باشد.
زبان اسلاوی کلیسایی نواده مستقیم این زبان است که امروزه زبان مذهبی بسیاری از کلیساهای مسیحیت شرقی است.